# Greigia sphacelata
El chupón o quiscal (Greigia sphacelata) es una planta bromeliácea del género Greigia, endémica de zonas templadas de Chile, pudiendo ser encontrada desde la región del Maule hasta la región de Los Lagos, siendo común en el bosque valdiviano.

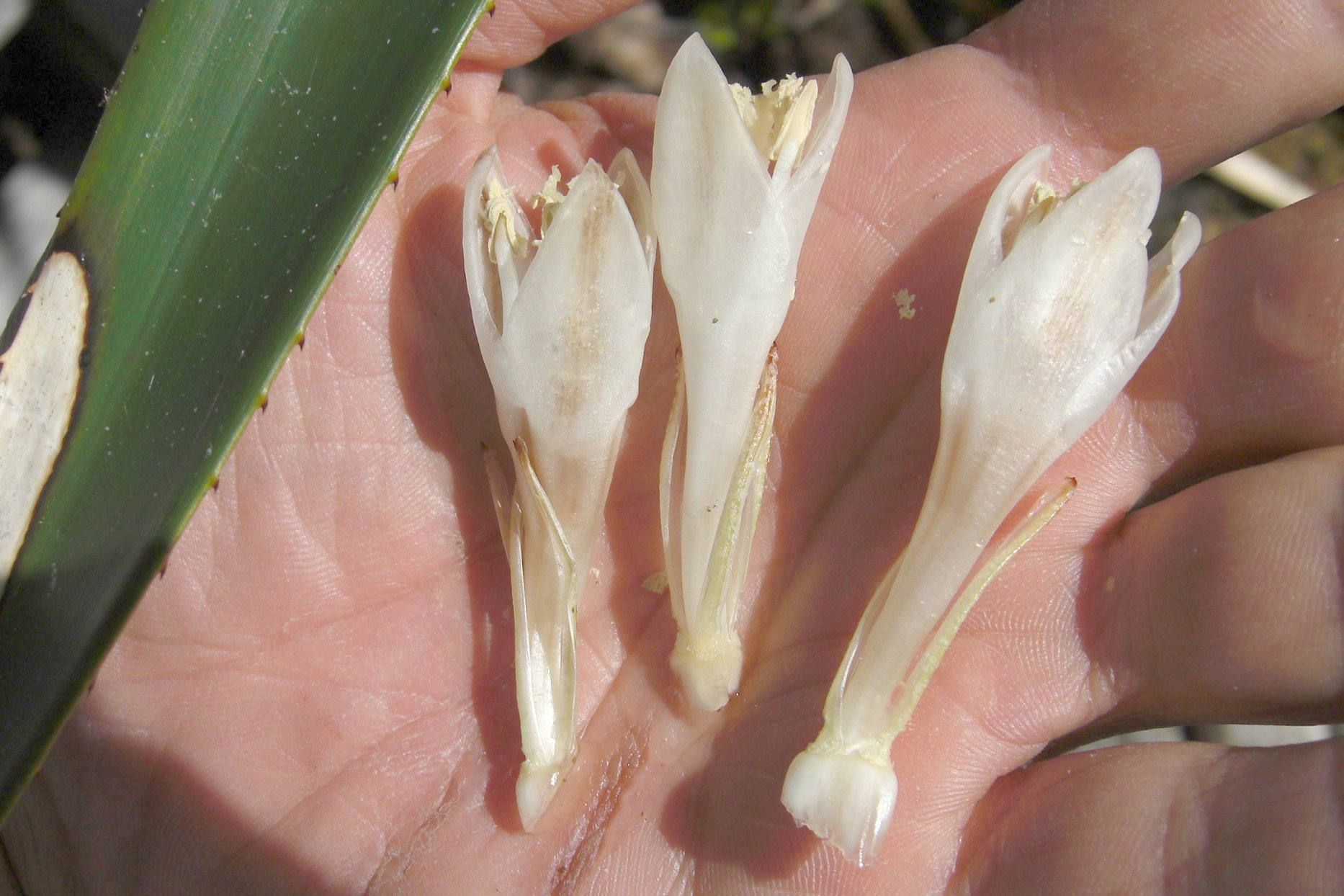
Detalle de las flores

## Descripción
Puede llegar a medir hasta 5 m de altura. se le puede encontrar en laderas pronunciadas de exposición sur, quebradas hondas, o bajo árboles grandes, siempre a la sombra.

## Usos

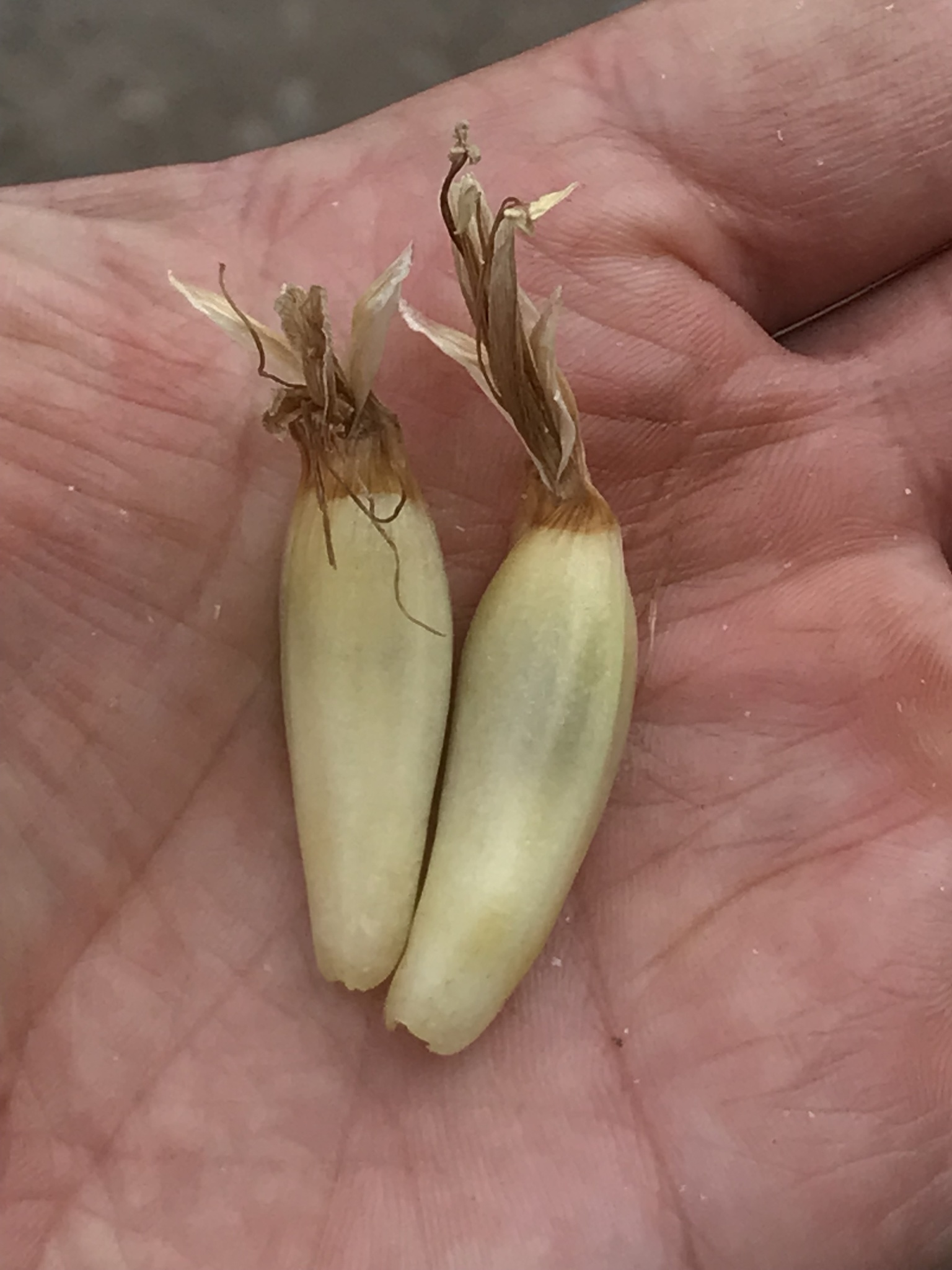
Frutos

Su fruto es comestible, (recibe el nombre de chupón, al igual que varias otras especies) presenta una forma alargada, y es recolectado para ser consumido fresco. Para ello se debe apretar el fruto con la boca para lograr extraer (chupar) el contenido líquido que es de sabor dulce. Igualmente el fruto se utiliza para saborizar aguardiente. Para recolectar el fruto y lograr separarlo de la base de la planta, se requiere de cierto esfuerzo; por lo que normalmente se utilizan herramientas para hacer el proceso más fácil, como puede ser el uso de unas pinzas con el fin de extraer el fruto sin dañar a la planta.
Las hojas se emplean tradicionalmente en cestería.
Planta con valor ornamental para parques y de jardín.

## Taxonomía
Greigia sphacelata fue descrita por (Ruiz & Pav.) Regel y publicado en Gartenflora 14: 137, t. 474. 1865.
Etimología
Greigia: nombre genérico otorgado en honor del Mayor General Samuel Alexjewitsch Greig, presidente de la Sociedad de Horticultura Rusa en 1865)
sphacelata: epíteto latino que significa "aparentemente muerto".
Sinonimia
- Billbergia spacelata (Ruiz & Pav.) Schult. f.
- Billbergia sphacelata (Ruiz & Pav.) Schult. & Schult.f.
- Bromelia clandestina Carruth.
- Bromelia discolor Lindl.
- Bromelia sphacelata Ruiz & Pav.[6][7]